# Anthony Barnes Atkinson

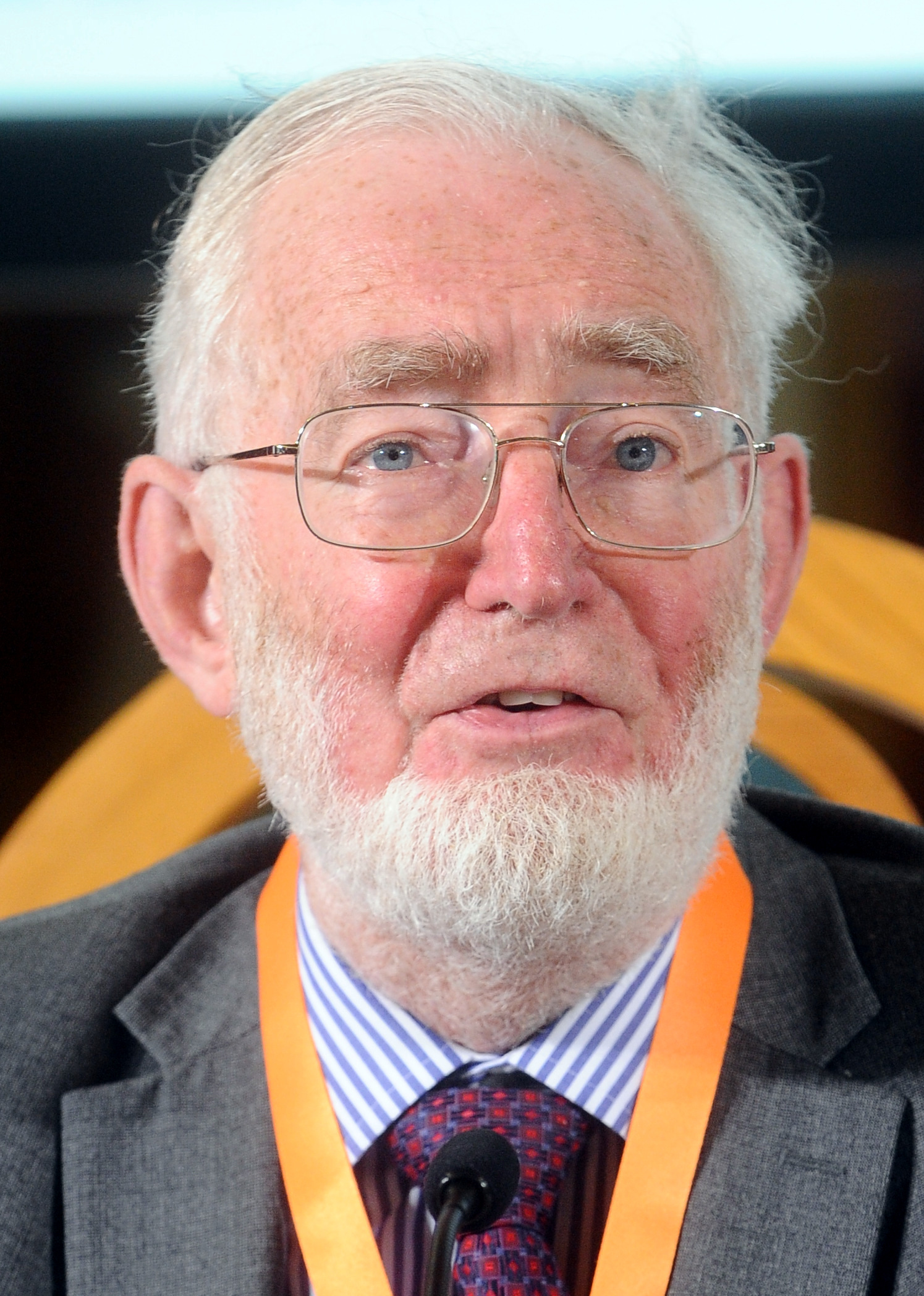
Tony Atkinson al Festival dell'economia di Trento 2015

Anthony Barnes Atkinson (Caerleon, 4 settembre 1944 – Oxford, 1º gennaio 2017) è stato un economista britannico.

## Biografia
Professore di economia politica all'Università di Cambridge, è stato governatore al Nuffield College dell'Università di Oxford dal 1994 al 2005. È stato Presidente della Royal Economic Society, della Econometric Society, della European Economic Association e della International Economic Association. La sua ricerca si basa prevalentemente sulle distribuzioni del reddito e sulla povertà. Ha collaborato con Thomas Piketty e con Joseph Stiglitz.
È autore di numerose pubblicazioni e libri, tra i quali Per un nuovo welfare state tradotto in italiano e pubblicato da Laterza nel 1998.
Nel suo ultimo libro, Disuguaglianza. Che cosa si può fare?, Atkinson elabora quindici proposte radicali, tra le quali una più alta tassazione per i più ricchi, una maggior redistribuzione del reddito, impiego pubblico con più garanzie, aumento del potere dei sindacati e uno sviluppo tecnologico guidato dallo Stato.

## Premi e onorificenze
- Membro onorario della Econometric Society, dal 1974 (presidente dal 1988)
- Membro onorario della British Academy, dal 1984 (vicepresidente dal 1988-90)
- Membro onorario della American Economic Association dal 1985
- Membro fondatore della Academia Europaea dal 1988
- Presidente della European Economic Association, dal 1989
- Presidente della International Economic Association, dal 1989 al 1992
- Presidente della Royal Economic Society, dal 1995 al 1998
- Premio scientifico UAP, Parigi 1986
- Membro onorario della London School of Economics dal 2004
- Membro onorario straniero dell'American Academy of Arts and Sciences, dal 1994
- Dottore onorario delle seguenti università:
  - Francoforte, 1987
  - Losanna, 1988
  - Università di Liegi, 1989;
  - Università economica di Atene 1991
  - Stirling, 1992
  - Edimburgo, 1994
  - Ecole Normale Supérieure, Parigi, 1995
  - Essex, 1995
  - Bologna, 1995
  - South Bank University, 1996
  - Louvain La Neuve, 1996
  - Nottingham 2000
  - London Metropolitan 2002
  - Gent, 2004
  - Anversa, 2004
  - Campobasso, 2004
  - European University Institute, 2004
  - Membro straniero dell'Accademia nazionale dei Lincei[1]

## Pubblicazioni
- Poverty in Britain and the Reform of Social Security, 1969
- Unequal Shares – Wealth in Britain, 1972
- Economics of Inequality, 1975, seconda edizione 1983,
- The Distribution of Personal Wealth in Britain (con A. J. Harrison), 1978
- Lectures on Public Economics (con J. E. Stiglitz), 1980
- Social Justice and Public Policy, 1982
- Parents and Children (con A. K. Maynard e C. G. Trinder), 1983
- Poverty and Social Security, 1989
- Empirical Studies of Earnings Mobility (con F. Bourguignon e C. Morrisson), 1992
- Economic Transformation in Eastern Europe and the Distribution of Income (con J. Micklewright), 1992
- Public Economics in Action, 1995
- Income Distribution in OECD Countries (con L. Rainwater e T. Smeeding), 1995
- Incomes and the Welfare State, 1996
- Poverty in Europe, 1998
- The Economic Consequences of Rolling Back the Welfare State, 1999
- Social Indicators (con B. Cantillon, E. Marlier e B. Nolan), 2002
- Inequality. What Can Be Done?, 2015, tr. it. Disuguaglianza. Che cosa si può fare?, Raffaello Cortina Editore, 2015, ISBN 978-88-6030-788-0